# NGC 7315
NGC 7315 é uma galáxia lenticular (S0) localizada na direcção da constelação de Pegasus. Possui uma declinação de +34° 48' 14" e uma ascensão recta de 22 horas, 35 minutos e 31,6 segundos.
A galáxia NGC 7315 foi descoberta em 11 de Setembro de 1872 por Édouard Jean-Marie Stephan.